# Волконская, Мария Михайловна
Княжна Мария Михайловна Волконская (13 марта 1863 года, Санкт-Петербург, Российская империя — 19 мая 1943 года, Рим, Королевство Италия) — фрейлина императорского двора, переводчик, духовный писатель и благотворительница. Дочь князя М. С. Волконского и княгини Е. Г. Волконской.  

## Биография
Родилась 13 марта 1863 года в Петербурге в русской аристократической семье князей Волконских. Дочь сенатора князя Михаил Сергеевича Волконского от его брака с княжной Елизаветой Михайловной Волконской. 
Крещена 1 апреля 1863 года в Исаакиевском соборе при восприемстве князя А. Н. Волконского, дяди светлейшего князя П. Г. Волконского, прабабушки княгини С. Г. Волконской и тетки княгини Е. С. Кочубей. 
Получила домашнее воспитание. С 15 мая 1883 года служила фрейлиной при Российском императорском доме. В 1901 году в Швейцарии перешла из православия в католичество.
Жила в Риме, благотворительница и активный деятель Русского апостолата, прихожанка храмов: русской католической церкви св. Лаврентия на Горах и пр. Антония Великого. Последние годы провела в пансионе при одной из римских клиник.

## Семья
Братья:
- Князь Сергей Волконский — театральный деятель, литератор, статский советник.
- Князь Пётр Михайлович — камергер, деятель Русского апостолата в Зарубежье.
- Князь Григорий Михайлович (1864—1912).
- Князь Александр Михайлович — военный дипломат, публицист, католический священник византийского обряда, деятель Русского апостолата.
- Князь Владимир Михайлович — депутат III и IV Государственной Думы, товарищ министра внутренних дел.

## Творчество
Переводы:
- Лурдская богоматерь. СПб, 1906.
- Петр Оливен. Петроград, 1917.
- Краткие размышления о Божественных Страстях Христовых. Париж, 1932.
- История одного обращения.
- Об осуществлении в жизни любви к Иисусу Христу по святому Альфонсу Лигуори. СПб: Первая женская типография, 1914. (2-е изд. Гатчина: СЦДБ, 2002.)

В соавторстве с Станиславом Тышкевичем sj :
- М. В. Сестрицы Бедных. Париж, 1926.
- Дон Боско, отец сирот и нищих. СПб, 1906 (2-е изд. Рим, 1951; 3-е изд. Гатчина: СЦДБ, 2002. 48 с.)